# 隆子宗
隆子宗是西藏歷史上所設的宗之一，位於現在的中華人民共和國西藏自治區山南市隆子縣。
「隆子」藏語意為「萬事順利，實力雄厚」，「須彌山頂」。帕木竹巴政權時期（西元十四世紀）設立隆子宗，由洛喀基巧管轄，宗址設在現在的松巴鄉。
解放軍入藏後，於1956年8月設立「隆子宗辦事處」。1959年5月，隆子宗和嘉玉谿卡合併為隆子縣（也有說隆子縣是由隆子宗、嘉玉谿卡、覺拉谿卡合併而成），由山南專區管轄。現由地級山南市管轄。
1959年3月拉薩事件後，第十四世達賴喇嘛與幾十位僧俗官員離開拉薩，於1959年3月26日到達隆子宗，受到數千民眾歡迎。噶倫赤巴索康代表達賴喇嘛，在隆子宗城堡的石階頂端向大會宣布，由於發生了拉薩事件，不再承認《十七條協議》，成立西藏臨時政府，臨時首都在隆子宗，同時宣布隆子宗改名為「玉結隆子」。由於隆子宗所在的雅礱河谷是藏民族的發源地，在這裡成立政府有著強烈的象徵意義。